# Эберхард, Конрад
Конрад Эберхард (нем. Konrad Eberhard, * 25 ноября 1768, Бад-Хинделанг — 12 марта 1859, Мюнхен) — немецкий скульптор, живописец и литограф.

## Жизнь и творчество
В юности, вместе с братом Францем, занимался созданием произведений религиозного прикладного искусства: резных Распятие (иконография)Распятий, ликов святых. Позднее работал в Мюнхене, в мастерской Романа Антона Бооза. В 1808 году Конрад приезжает в Рим и становится учеником скульптора Антонио Кановы. В Риме также в 1818 году, по заказам баварского короля Людвига I, занимался приобретением статуй эпохи Возрождения. Ранние скульптуры мастера выполнены в стиле классицизма — его «Фавн», «Леда», «Муза», «Эндимион и Диана, сведённые Амуром» (все — в различных баварских музеях). В 1816 году К.Эберхард становится профессором в мюнхенской Академии искусств. Позднее он увлекается средневековым мистическим искусством Италии, старается совместить его с традициями немецкого искусства. В Риме он становится одним из наиболее увлечённых этой идеей членов кружка художников-назарейцев. Последним его произведением, выполненным в классицистическом стиле, было надгробие рано скончавшейся дочери короля Баварии Максимилиана I, принцессы Максимилианы Йозефы Каролины (1810—1821), выполненный к 1825 году. Позднее он занимается преимущественно религиозным искусством, выполненном в стиле Средневековья.
Наиболее известными скульптурными работами К. Эберхарда считаются надгробия епископов Иоганна Зайлера и Георга Витмана в Регенсбургском соборе. Писал также поэтические и музыкальные произведения. В последние годы жизни уничтожил все, хранившиеся у него, работы нерелигиозного содержания.

## Галерея
- Надгробие принцессы Максимилианы Йозефы Каролины Баварской (выполнен в 1821-1825)
- Амур и Муза, (1807–1811), Мюнхен, Новая пинакотека
- Диана
- Эндимион
- Бюст императрицы Марии Терезии в Вальгалле близ Регенсбурга,(1811)

## Дополнения
- Наследие К.Эберхарда в Баварской национальной библиотеке Архивная копия от 9 августа 2020 на Wayback Machine